# Ashleigh Barty
Ashleigh Barty (n. 24 aprilie 1996, Ipswich⁠(d), Queensland, Australia) este o jucătoare profesionistă de tenis și fostă jucătoare de crichet din Australia. Este clasată pe locul 1 la simplu în clasamentul WTA. De asemenea, se află în top 20 la dublu, cea mai bună clasare fiind locul 5. Barty a câștigat 19 titluri de simplu și 21 de titluri de dublu în circuitul WTA, inclusiv trei titluri de Grand Slam (simplu) la Openul Francez din 2019, la Wimbledon din 2021 și la Australian Open din 2022 și un Grand Slam la dublu la US Open 2018 (alături de CoCo Vandeweghe).
Barty și-a anunțat retragerea din tenis în martie 2022, la două luni după titlul de la Australian Open.

## Carieră

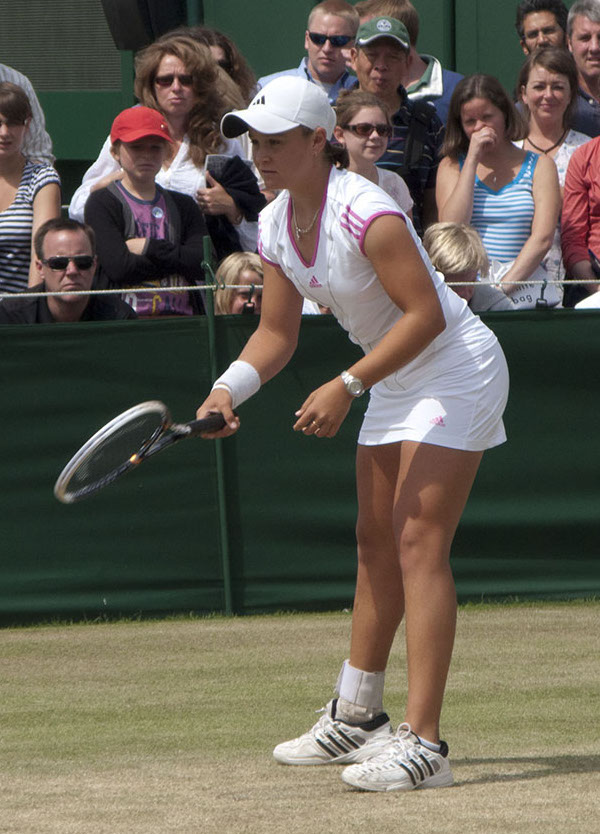
Barty la Campionatul de la Wimbledon în 2011

Născută la Ipswich (Queensland), Barty a început să joace tenis la vârsta de patru ani în apropiere de Brisbane. A avut o carieră promițătoare la juniori, ajungând într-un clasament pe locul 2 în lume, după ce a câștigat titlul feminin la Wimbledon în 2011. În adolescență, Barty a avut un succes timpuriu în turneele WTA de dublu: în 2013 a terminat anul clasându-se pe locul al treilea. La sfârșitul sezonului 2014, Barty a decis să facă o pauză pe o durată nedeterminată de la tenis. În această perioadă a jucat cricket, semnând cu Brisbane Heat pentru sezonul inaugural al Ligii feminine Big Bash, în ciuda faptului că nu a avut o pregătire oficială în acest sport. 
Barty a revenit la tenis la începutul anului 2016; deși a câștigat primul turneu la întoarcerea în circuitul ITF, anul i-a fost compromis după ce a suferit o accidentare la braț. În 2017, Barty a avut un parcurs excelent la simplu, câștigând primul său titlu WTA la Openul din Malaezia și a urcat pe locul 17 mondial, în ciuda faptului că nu fusese niciodată clasată în top 100 înainte de acesta. Anul a fost prolific și la dublu (alături de Dellacqua), culminând cu prima sa apariție la Turneul Campioanelor în proba de dublu. A câștigat apoi primul său titlu în turneele Premier Mandatory și Grand Slam la dublu în 2018, înainte de a reuși același lucru la simplu în 2019. 
Barty este o jucătoare ce se adaptează tuturor suprafețelor, care folosește o mare varietate de lovituri. În ciuda faptului că e mai curând scundă servește excelent, clasându-se în mod regulat printre liderii turului WTA la numărul de ași și având un procentaj foarte bun. 

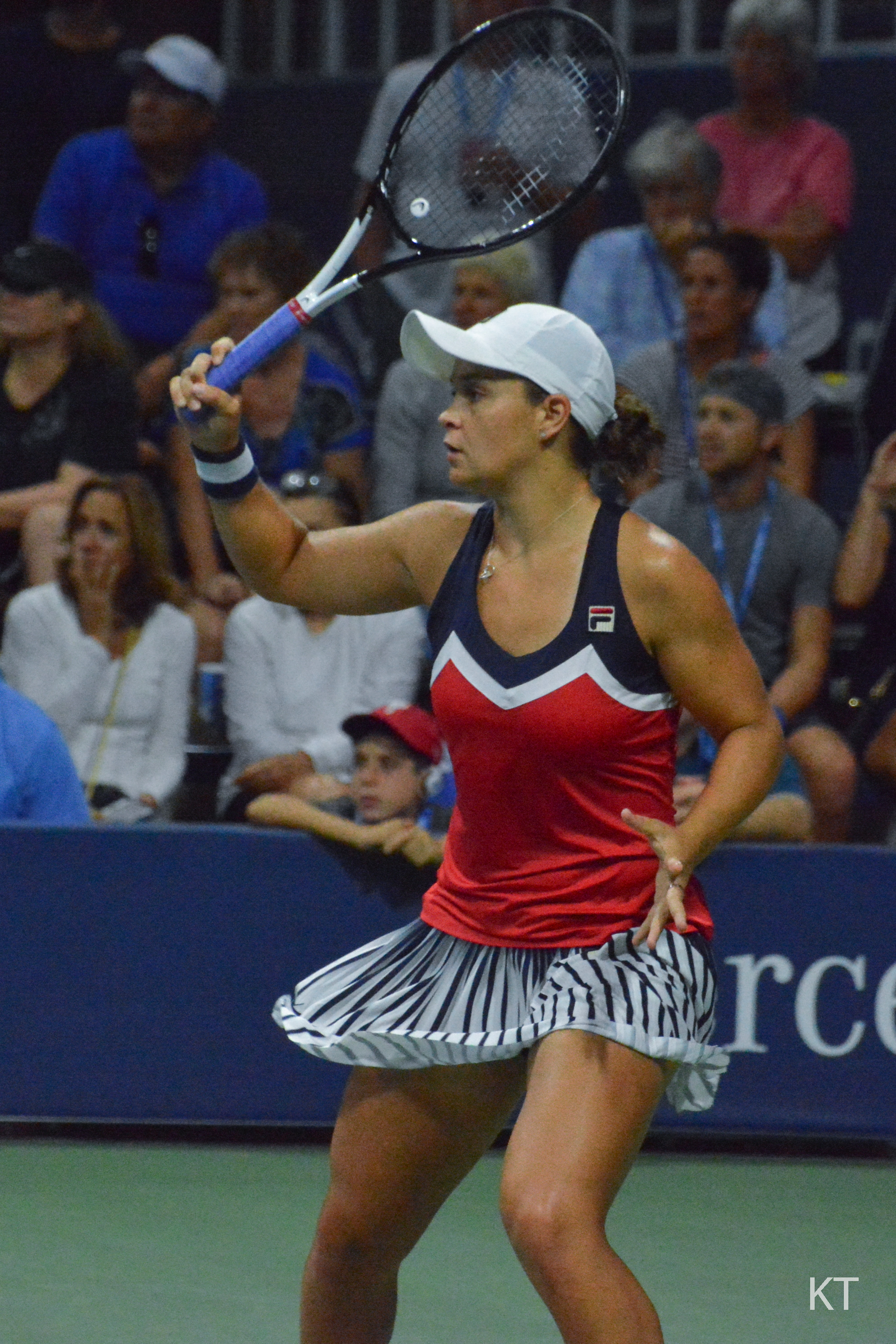
Barty la US Open 2018

## Statistici

#### Simplu: 1 (1 titlu)
| Turneu             | 2011 | 2012 | 2013 | 2014 | 2015 | 2016 | 2017 | 2018 | 2019 | SR   | W-L   | Victorie % |
| ------------------ | ---- | ---- | ---- | ---- | ---- | ---- | ---- | ---- | ---- | ---- | ----- | ---------- |
| Australian Open    | A    | 1R   | 1R   | 1R   | A    | A    | 3R   | 3R   | QF   | 0/6  | 8-6   | 57%        |
| French Open        | A    | 1R   | 2R   | 1R   | A    | A    | 1R   | 2R   | W    | 1/6  | 9-5   | 64%        |
| Wimbledon          | A    | 1R   | Q1   | Q3   | A    | Q2   | 1R   | 3R   | 4R   | 0/4  | 5-4   | 56%        |
| US Open            | Q1   | A    | 2R   | 1R   | A    | A    | 3R   | 4R   | 4R   | 0/5  | 9-5   | 64%        |
| Câștigate-pierdute | 0-0  | 0-3  | 2-3  | 0-3  | 0-0  | 0-0  | 4-4  | 8-4  | 17-3 | 1/21 | 31-20 |            |

#### Dublu: 6 (1 titlu, 5 finale)
| Turneu             | 2012 | 2013 | 2014 | 2015 | 2016 | 2017 | 2018 | 2019 | SR   | W-L   | Victorie % |
| ------------------ | ---- | ---- | ---- | ---- | ---- | ---- | ---- | ---- | ---- | ----- | ---------- |
| Australian Open    | 1R   | F    | 2R   | A    | A    | QF   | 2R   | 2R   | 0/6  | 11-6  | 67%        |
| French Open        | A    | 1R   | QF   | A    | A    | F    | 1R   | 3R   | 0/5  | 10-5  | 67%        |
| Wimbledon          | A    | F    | QF   | A    | 1R   | QF   | A    | 3R   | 0/5  | 13-5  | 73%        |
| US Open            | A    | F    | 1R   | A    | A    | 2R   | W    | F    | 1/5  | 17-4  | 81%        |
| Câștigate-pierdute | 0-1  | 15-4 | 7-4  | 0-0  | 0-1  | 12-4 | 7-2  | 10-4 | 1/20 | 51-20 | 72%        |

### Finale ale turneelor de Grand Slam
| Rezultat | An   | campionat   | Suprafață | Adversar            | Scor     |
| -------- | ---- | ----------- | --------- | ------------------- | -------- |
| Victorie | 2019 | French Open | zgură     | Markéta Vondroušová | 6–1, 6–3 |

| Rezultat | An   | Campionat       | Suprafață | Partener          | oponenții                            | Scor                      |
| -------- | ---- | --------------- | --------- | ----------------- | ------------------------------------ | ------------------------- |
| Pierdut  | 2013 | Australian Open | hard      | Casey Dellacqua   | Sara Errani Roberta Vinci            | 2–6, 6–3, 2–6             |
| Pierdut  | 2013 | Wimbledon       | iarbă     | Casey Dellacqua   | Hsieh Su-wei Peng Shuai              | 6–7 (1–7), 1–6            |
| Pierderi | 2013 | US Open         | hard      | Casey Dellacqua   | Andrea Hlaváčková Lucie Hradecká     | 7–6 (7–4), 1–6, 4–6       |
| Pierdut  | 2017 | French Open     | zgură     | Casey Dellacqua   | Bethanie Mattek-Sands Lucie Šafářová | 2–6, 1–6                  |
| Victorie | 2018 | US Open         | hard      | CoCo Vandeweghe   | Tímea Babos Kristina Mladenovic      | 3–6, 7–6 (7–2), 7–6 (8–6) |
| Pierdut  | 2019 | US Open         | hard      | Victoria Azarenka | Elise Mertens Aryna Sabalenka        | 5–7, 5–7                  |

## Recorduri
| Interval de timp | Rezultate (selectiv)                      | Jucătorii întâlniți                                              |
| ---------------- | ----------------------------------------- | ---------------------------------------------------------------- |
| 2019-prezent     | A câștigat finala WTA la debut            | Serena Williams Maria Sharapova Petra Kvitová Dominika Cibulková |
| 2018-prezent     | A câștigat WTA Finals și WTA Elite Trophy | Venus Williams Petra Kvitová                                     |

## Premii
Sport Australia Hall of Fame 
- Premiul Don: 2019 [2]

Australian Tennis Awards 
- Medalia Newcombe: 2017,[3] 2018[4]
- Female Junior Athlete of the Year: 2010,[5] 2011, 2012, 2013

Australian Women's Health Sport Awards 
- Sportswoman of the Year: 2019[6]
- Moment of The Year: 2019

National Dreamtime Awards 
- Female Sportsperson: 2017, 2018[7]

Federația Internațională de Tenis
- Premiul ITF Fed Cup Heart: 2019 [8]

Sportsmanship 
- US Open: 2018 [9]